# 和希そら
和希 そら（かずき そら、1992年10月5日 - ）は、日本の女優。元宝塚歌劇団雪組・宙組の男役スター。
岡山県岡山市、市立旭東中学校出身。身長167cm。血液型B型。愛称は「そら」、「そーちゃん」。

## 来歴
2008年、宝塚音楽学校入学。
2010年、音楽学校卒業後、宝塚歌劇団に96期生として次席入団。月組公演「THE SCARLET PIMPERNEL」で初舞台。その後、宙組に配属。
2014年の「ベルサイユのばら」で新人公演初主演。男装の麗人オスカルを演じる。
2016年の「エリザベート」新人公演で、狂言回しとなる大役ルキーニ（本役：愛月ひかる）に抜擢。
2018年のショー「ハッスル メイツ!」でバウホール公演初主演。
2021年の「夢千鳥」で2度目のバウホール公演主演。新型コロナウイルスの影響により、僅か4日で公演終了となる。同年12月10日付で雪組へと組替え。
2022年の「心中・恋の大和路」（ドラマシティ・日本青年館公演）で、東上公演初主演。
2023年の「双曲線上のカルテ」（ドラマシティ・日本青年館公演）で、2度目の東上公演主演。
歌・ダンス・芝居と三拍子揃った技量で雪組3番手スターとして活躍し、2024年2月11日、「ボイルド・ドイル・オンザ・トイル・トレイル／FROZEN HOLIDAY」東京公演千秋楽をもって、宝塚歌劇団を退団。
退団後は舞台を中心に活動を続けている。

## 人物
宝塚初観劇は、雪組公演「霧のミラノ／ワンダーランド」。
学生時代は帰宅部で、毎日ダンスのレッスンに通っていた。
尊敬する恩師の勧めで宝塚の舞台を観て衝撃を受け、自分もこの舞台で踊りたいと、音楽学校受験を決意した。
特技は目薬を差すこと。

## 宝塚歌劇団時代の主な舞台

### 初舞台
- 2010年4 - 5月、月組『THE SCARLET PIMPERNEL（スカーレット ピンパーネル）』（宝塚大劇場のみ）

### 宙組時代
- 2010年11 - 2011年1月、『誰がために鐘は鳴る』
- 2011年5 - 8月、『美しき生涯』『ルナロッサ』
- 2011年10 - 12月、『クラシコ・イタリアーノ』 - 花売り少年、新人公演：マシュー・オズモンド（本役：蒼羽りく）『NICE GUY!!』
- 2012年2月、『仮面のロマネスク』 - ジャン『Apasionado!!II』（中日劇場）
- 2012年4 - 7月、『華やかなりし日々』 - 新人公演：ロナウド（少年時代）（本役：星吹彩翔）『クライマックス』
- 2012年8 - 11月、『銀河英雄伝説@TAKARAZUKA』 - 新人公演：アンスバッハ（本役：凪七瑠海）
- 2013年1月、『銀河英雄伝説@TAKARAZUKA』（博多座） - リンチ
- 2013年3 - 6月、『モンテ・クリスト伯』 - 新人公演：ルイジ・ヴァンパ（本役：七海ひろき）『Amour de 99!!-99年の愛-』
- 2013年7 - 8月、『うたかたの恋』 - クライス／グスタフ『Amour de 99!!-99年の愛-』（全国ツアー）
- 2013年9 - 12月、『風と共に去りぬ』 - 青年、新人公演：ルネ（本役：七海ひろき／悠未ひろ）
- 2014年2月、『ロバート・キャパ 魂の記録』 - コーネル・フリードマン『シトラスの風II』（中日劇場）
- 2014年5 - 7月、『ベルサイユのばら-オスカル編-』 - 小公子／ランロス、新人公演：オスカル・フランソワ・ド・ジャルジェ（本役：凰稀かなめ） 新人公演初主演[9][8]
- 2014年8 - 9月、『ベルサイユのばら-フェルゼンとマリー・アントワネット編-』（全国ツアー） - 小公子／近衛隊士／ルイ・シャルル
- 2014年11 - 2015年2月、『白夜の誓い -グスタフIII世、誇り高き王の戦い-』 - レクセル、新人公演：ヤコブ・ヨハン・アンカーストレム（本役：緒月遠麻）『PHOENIX 宝塚!!-蘇る愛-』
- 2015年3 - 4月、『TOP HAT』（梅田芸術劇場・赤坂ACTシアター） - シンプソン店長／ホテルのダンサー（ジャン）／漁師
- 2015年6 - 8月、『王家に捧ぐ歌』 - エジプトの戦士（伝令）、新人公演：ケペル（本役：愛月ひかる）
- 2015年10 - 11月、『メランコリック・ジゴロ』 - バート『シトラスの風III』（全国ツアー）
- 2016年1 - 3月、『Shakespeare〜空に満つるは、尽きせぬ言の葉〜』 - ジョン・ヘミング／ジョン・ヘミング（マーキューシオ）、新人公演：リチャード・バーベッジ（本役：沙央くらま）『HOT EYES!!』 トリプルエトワール
- 2016年5月、『ヴァンパイア・サクセション』（ドラマシティ・KAAT神奈川芸術劇場） - ランディ・ケンパー
- 2016年6月、『Bow Singing Workshop〜宙〜』（バウホール）
- 2016年7 - 10月、『エリザベート-愛と死の輪舞（ロンド）-』 - 黒天使、新人公演：ルイジ・ルキーニ（本役：愛月ひかる）[9][8]
- 2016年11 - 12月、『双頭の鷲』（バウホール・KAAT神奈川芸術劇場） - ストーリーテラー
- 2017年2 - 4月、『王妃の館-Château de la Reine-』 - ピエール『VIVA! FESTA!』
- 2017年6月、『A Motion（エース モーション）』（梅田芸術劇場・文京シビックホール）
- 2017年8 - 11月、『神々の土地』 - マキシム『クラシカル ビジュー』
- 2018年1月、『WEST SIDE STORY』（東京国際フォーラム） - アニータ[8][9]
- 2018年3 - 6月、『天（そら）は赤い河のほとり』 - カッシュ『シトラスの風-Sunrise-』
- 2018年8月、『ハッスル メイツ!』（バウホール） バウ初主演[10][8]
- 2018年10 - 12月、『白鷺（しらさぎ）の城（しろ）』 - 殿上人『異人たちのルネサンス』 - クレディ
- 2019年2月、『黒い瞳』 - トリオ（愛）『VIVA! FESTA! in HAKATA』（博多座）
- 2019年4 - 7月、『オーシャンズ11』 - ライナス・コールドウェル
- 2019年8 - 9月、『追憶のバルセロナ』 - フェイホオ『NICE GUY!!』（全国ツアー）
- 2019年11 - 2020年2月、『El Japón（エル ハポン）-イスパニアのサムライ-』 - 藤九郎『アクアヴィーテ（aquavitae）!!』
- 2020年8月、『壮麗帝』（ドラマシティ） - イブラヒム
- 2020年11 - 2021年2月、『アナスタシア』 - リリー[2]
- 2021年4月、『夢千鳥』（バウホール） - 白澤優二郎／竹久夢二 バウ主演[11][12]
- 2021年6 - 9月、『シャーロック・ホームズ-The Game Is Afoot!-』 - G・レストレード警部『Délicieux（デリシュー）!-甘美なる巴里-』[13]
- 2021年11 - 12月、『プロミセス、プロミセス』（ドラマシティ・東京建物 Brillia HALL） - J・D・シェルドレイク

### 雪組時代
- 2022年3 - 6月、『夢介千両みやげ』 - 三太『Sensational!』[17]
- 2022年7 - 8月、『心中・恋の大和路』（ドラマシティ・日本青年館） - 亀屋忠兵衛 東上初主演[12][7]
- 2022年10 - 12月、『蒼穹の昴』 - 順桂[3]
- 2023年2 - 3月、『BONNIE & CLYDE』（御園座） - バック・バロウ[3]
- 2023年4 - 7月、『Lilac（ライラック）の夢路』 - ゲオルグ『ジュエル・ド・パリ!!』[18]
- 2023年8 - 9月、『双曲線上のカルテ』（ドラマシティ・日本青年館） - フェルナンド・デ・ロッシ 東上主演[14][15]
- 2023年12 - 2024年2月、『ボイルド・ドイル・オンザ・トイル・トレイル』 - ハーバート・グリーンハウ・スミス『FROZEN HOLIDAY（フローズン・ホリデイ）』 退団公演[4][16]

### 出演イベント
- 2012年7月、『宝塚巴里祭2012』[19]
- 2013年11月、悠未ひろディナーショー『Heroe』[20]
- 2016年12月、タカラヅカスペシャル2016『Music Succession to Next』
- 2017年3月、実咲凜音ミュージック・サロン『Million Carat!!』[21]
- 2017年9 - 10月、朝夏まなとディナーショー『LAST EYES!!』[22]
- 2017年12月、タカラヅカスペシャル2017『ジュテーム・レビュー-モン・パリ誕生90周年-』
- 2018年2月、『宙組誕生20周年記念イベント』
- 2019年12月、タカラヅカスペシャル2019『Beautiful Harmony』
- 2022年11月、朝月希和ミュージック・サロン『La Lumière〜朝の月のように〜』[23]
- 2023年12月、和希そらディナーショー『Vie.』 主演[24]

## 宝塚歌劇団退団後の主な活動

### 舞台
- 2024年10月、『9 to 5』（日本青年館・オリックス劇場・キャナルシティ劇場・静岡市清水文化会館） - ジュディ・バーンリー[25]
- 2025年1 - 3月、『SIX』（EXシアター六本木・御園座・ドラマシティ） - キャサリン・パー[注釈 1][26]
- 2025年6月 - 7月、『梨泰院クラス』（東京建物 Brillia HALL・箕面市立文化芸能劇場大ホール・アイプラザ豊橋） - チョ・イソ[注釈 2][27]
- 2025年9 - 12月、『SPY×FAMILY』（ウェスタ川越・日生劇場・梅田芸術劇場・博多座・やまぎん県民ホール・静岡市清水文化会館・御園座） - ヨル・フォージャー[注釈 3][28]
- 2025年11月、『SIX』（ヴォードヴィル劇場） - キャサリン・パー[29]
- 2026年3 - 4月、『ジキル&ハイド』（東京国際フォーラム・大阪・福岡・愛知・山形） - ルーシー・ハリス[注釈 4][30]

### ライブ・コンサート
- 2024年11月、Sora Kazuki Billboard Live 2024 in Yokohama・Osaka（ビルボードライブ横浜・大阪）[31]

## TV出演
- 2017年12月、フジテレビ『2017 FNS歌謡祭 第1夜』

## 受賞歴
- 2018年、『宝塚歌劇団年度賞』 - 2017年度努力賞[32]
- 2021年、『宝塚歌劇団年度賞』 - 2020年度努力賞[33]